# غاري كولينز (لاعب هوكي الجليد)
غاري كولينز هو لاعب هوكي الجليد كندي، ولد في 27 سبتمبر 1935 في تورونتو في كندا.

## وصلات خارجية
- غاري كولينز على موقع دوري الهوكي الوطني (الإنجليزية)
- غاري كولينز على موقع EliteProspects.com (الإنجليزية)
- غاري كولينز على موقع HockeyDB.com (الإنجليزية)
- غاري كولينز على موقع Hockey-Reference.com (الإنجليزية)